# Sydcon
Sydcon, formellt SydCon, är ett av Sveriges större spelkonvent, som hålls så gott som årligen i Malmö eller i Lund.
Det ursprungliga namnet på SydCon var BayCon och hölls tre år i rad på vad som nu är Bladins skola i Malmö. Dessa tre konvent arrangerades av två rollspelsföreningar, Jade Sceptrum från Malmö med Tomas Ruzic och Fredrik Carleson i spetsen samt DMF (Den Moroniska Föreningen) med bland annat Jonas Birgersson från Lund. Det tredje och sista konventet fick mycket kritik från kommunen då bland annat grisblod och pentagram hittats i källaren på skolan. Händelsen kan ha föranlett namnbytet och att nästa konvent hölls i Lund istället.
Under 1990-talet arrangerades SydCon av Sveroks södra kulturdistrikt (Sverok SKuD), från 2003 skapades en särskild förening med ansvar för konventet: ArrangemangsFöreningen SydCon (AF SydCon). 
2014 togs arrangemanget SydCon tillfälligt över av den elektroniska spelföreningen MEGA, spelkonventet flyttade i samband med detta från Studentkåren Malmös lokaler till Baltiska hallen. Konventet hade även tydligare fokus på elektroniska spel än tidigare år och en stor del av hallen avsattes för dator-LAN.
- 1988-1990 hölls BayCon på Kronobergsskolan (nu Bladins) i Malmö.
- 1992 hölls SydCon på Polhemskolan i Lund under ledning av Johan Norrman, Peter Daniel och Jonas Bergenudd
- 1993 hölls SydCon på Polhemskolan i Lund
- 1994 hölls SydCon på Vipeholmsskolan i Lund under ledning av Carl-Magnus Hake
- 1995 hölls SydCon på Vipeholmsskolan i Lund under ledning av Christoffer Krämer och Eliot Wieslander
- 1996 hölls SydCon på Polhemskolan i Lund under ledning av Christoffer Krämer och Eliot Wieslander
- 1997 hölls SydCon på Polhemskolan i Lund under ledning av Johan Norrman
- 1998 hölls SydCon på Värnhemsskolan i Malmö under ledning av Ola Sundin
- 1999 hölls Sydcon på Värnhemsskolan i Malmö under ledning av Andreas Tullberg och Christian Dreyer
- 2004 SydCon hölls i Malmö, på Baltiska hallen.
- 2005 SydCon ställdes in.
- 2006 hölls SydCon på Kockums Fritid i Malmö.
- 2008 och 2009 arrangerades SydCon på Humanus gymnasium i Lund.
- 2010 hölls SydCon i Studiefrämjandet i Malmös lokaler.
- 2011-2013 hölls SydCon i Studentkåren Malmös lokaler.
- 2014 (1-3 augusti) hölls SydCon i Baltiska hallen, Malmö.